# Ludwik Benoit

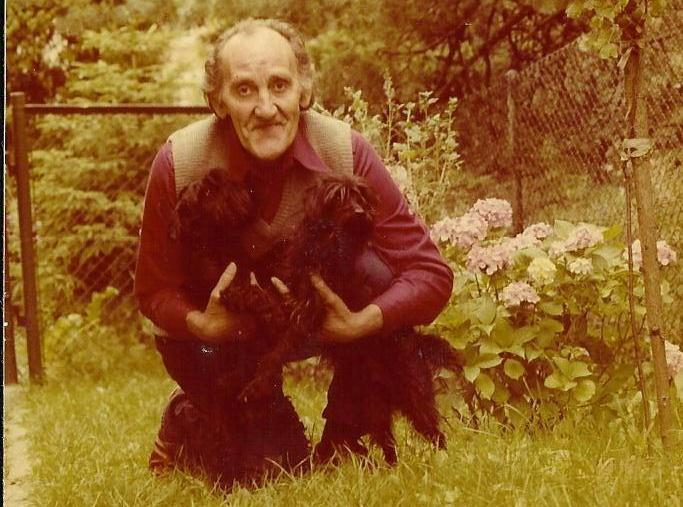
Ludwik Benoit

Ludwik Benoit (ur. 18 lipca 1920 w Warszawie, zm. 4 listopada 1992 w Łodzi) – polski aktor teatralny i filmowy.
Aktor charakterystyczny, znany m.in. z roli kasiarza w filmie Ewa chce spać i wachmistrza Luśni w Przygodach pana Michała. Zagrał w blisko 100 filmach i serialach, w 130 spektaklach teatralnych i Teatru Telewizji. Użyczał też głosu postaciom animowanym, np. słoniowi Dominikowi w filmie i serialu Proszę słonia.

## Życiorys
Urodził się w rodzinie Ludwika, inżyniera, i Jadwigi z Guttów (ur. 1889), siostry Romualda, nauczycielki. Od strony ojca rodzina miała francuskie korzenie. Po śmierci ojca, który zginął 11 maja 1920 w wojnie polsko-bolszewickiej, dzieciństwo spędził w Łowiczu, tam też uczęszczał do Gimnazjum im. J. Poniatowskiego. Po uzyskaniu matury w 1938 roku, zdał egzamin wstępny do Państwowego Instytutu Sztuki Teatralnej w Warszawie. Studiów jednak nie podjął. W latach 1938–1939 odbył służbę wojskową na Kursie Podchorążych Rezerwy Piechoty w Skierniewicach.
Po wybuchu II wojny światowej brał udział w kampanii wrześniowej, którą zakończył w stopniu podporucznika.
W czasie okupacji niemieckiej przebywał w Łowiczu, pracował w Radzie Głównej Opiekuńczej, był żołnierzem Armii Krajowej. W 1944 z Zenonem Laurentowskim założył tajny Teatr Ziemi Łowickiej.
Od kwietnia 1945 był słuchaczem Studia Teatralnego przy Teatrze Miejskim w Łodzi pod dyrekcją Henryka Szletyńskiego, a od 1 października 1945 roku był słuchaczem Studia Zawodowego Teatrów Młodzieżowych (dziecięcych), Marionetkowych i Aktorskich. Równocześnie pracował w Teatrze Kukiełkowym Centralnego Robotniczego Domu Kultury, potem w Teatrze Lalki i Aktora Sarabanda. W 1946 roku zdał eksternistyczny egzamin aktorski. W latach 1946–1948 był aktorem Teatru Wybrzeże, w którym zadebiutował w Mickiewiczowskich balladach w reż. Haliny Gallowej. Potem występował także na deskach Poznania, Wrocławia i Szczecina, gdzie był także dyrektorem i kierownikiem artystycznym. W 1957 roku, po powrocie do Łodzi ukończył studia na Wydziale Aktorskim PWSFTviT. Początkowo grał w Teatrze im. Stefana Jaracza, a od 1959 roku do końca życia związał się z Teatrem Nowym.
Od 2 września 1947 był żonaty z aktorką Marią Zbyszewską. Ich syn, Mariusz Benoit, jest także aktorem. W 1980 roku ożenił się ponownie, z Jadwigą Grażyną Jędrzejczak (1939–2011). Z tego związku pochodzi córka Anna Benoit-Kołosko – łódzka dziennikarka radiowa.
Zmarł w Łodzi, pochowany w alei zasłużonych na cmentarzu komunalnym Doły (kwatera XI-43-1).

## Kariera
- Teatr Kukiełkowy Centrali Robotniczej Domu Kultury w Łodzi (1945–1946)[8]
- Teatr Wybrzeże w Gdańsku (1946–1948)
- Teatr Polski w Poznaniu (1948–1949)
- Teatr Dramatyczny we Wrocławiu (1949–1955)
- Teatr Dramatyczny w Szczecinie (1955–1957, także dyr. nacz. i art.)
- Teatr im. Stefana Jaracza w Łodzi (1957–1959)
- Teatr Nowy w Łodzi (1959–1992)

## Role teatralne (wybór)
- 1946: Mickiewiczowskie ballady (reż. Halina Gall)
- 1946: Homer i Orchidea jako Diodor (reż. Iwo Gall)
- 1947: Żeglarz jako Paweł Szmidt (reż. I. Gall)
- 1947: Ludzie są ludźmi jako Juliusz Szylong (reż. I. Gall)
- 1947: Jak wam się podoba jako książę Fryderyk (reż. I. Gall)
- 1947: Balladyna jako Pustelnik, Popiel III wygnany (reż. I. Gall)
- 1948: Król włóczęgów jako Oliwier (reż. I. Gall)
- 1948: Pan inspektor przyszedł jako inspektor Goole (reż. I. Gall)
- 1948: Pastorałka jako Adam; Feldmarszałek; Ryczywół (reż. Hanna Małkowska)
- 1949: Świerszcz za kominem jako Perribigl (reż. Stefan Drewicz)
- 1949: Moskiewski charakter jako Ignacy Kriwoszein (reż. Henryk Szletyński)
- 1950: Borys Godunow jako Muszkin (reż. Czesław Staszewski)
- 1950: Henryk VI na łowach jako Henryk VI (reż. Maryna Broniewska)
- 1950: Obcy cień jako Andrzej Iljicz Makiejew (reż. Zdzisław Karczewski)
- 1951: Jak wam się podoba jako Amiens (reż. Edmund Wierciński)
- 1951: Skąpiec jako Harpagon (reż. M. Broniewska)
- 1952: Człowiek z karabinem jako Iwan Szadrin (reż. Jakub Rotbaum)
- 1952: Proces jako Jan Wieniec (reż. J. Rotbaum)
- 1953: Tania jako Aleksy Ignatow (reż. Szymon Szurmiej)
- 1955: Maria Stuart jako Botwel (reż. L. Benoit)
- 1956: Henryk VI na łowach (reż. L. Benoit)
- 1956: Rozbójnik jako Rozbójnik (reż. L. Benoit)
- 1957: Skowronek jako Cauchon (reż. L. Benoit)
- 1958: Król Henryk IV jako król Henryk IV (reż. Aleksander Bardini)
- 1958: Wesele jako Wernyhora (reż. Stefania Domańska)
- 1959: Książę i żebrak jako Jan Kanty (reż. Stanisław Cegielski)
- 1960: Hamlet jako Duch ojca Hamleta (reż. Janusz Warmiński)
- 1960: Juliusz Cezar jako Kaska (reż. Kazimierz Dejmek)
- 1961: Opera za trzy grosze jako Jonatan Pryszcz (reż. J. Rotbaum)
- 1961: Sprawa jako Iwan Żywiec (reż. Bohdan Korzeniewski)
- 1962: Burza jako Kaliban (reż. Jerzy Merunowicz)
- 1963: Ten, który dotrzymuje słowa jako Ze-Osiołek (reż. Józef Gruda)
- 1963: Cyrano de Bergerac jako Carbon de Castel Jaloux (reż. Tadeusz Minc)
- 1963: Maria Stuart jako Duglas (reż. L. Benoit)
- 1964: Pan Geldhab jako major (reż. Stanisław Łapiński)
- 1965: Faust jako Faust (reż. Leo Nedomansky)
- 1966: Ojciec jako rotmistrz (reż. Tadeusz Byrski)
- 1967: Sonata Belzebuba jako Teobald Rio Bamba (reż. Stanisław Kokesz)
- 1967: Damy i huzary jako rotmistrz (reż. Witold Zatorski(inne języki))
- 1969: Kordian jako starzec (reż. T. Minc)
- 1970: Zemsta jako Rejent Milczek (reż. W. Zatorski)
- 1970: Na szkle malowane jako Żandarm (reż. Jan Skotnicki)
- 1970: Sprawa Dantona jako Westermann (reż. Jerzy Zegalski)
- 1971: Opowieści lasku wiedeńskiego jako Maestro (reż. J. Zegalski)
- 1973: Don Juan jako pan Niedziela (reż. J. Zegalski)
- 1973: Upiory jako Stolarz Engstrand (reż. Andrzej Przybylski)
- 1974: Wesele Figara jako Don Guzman Tuman (reż. Bohdan Korzeniewski)
- 1975: Operetka jako generał (reż. K. Dejmek)
- 1975: Dialogus de Passione jako Lucyper (reż. K. Dejmek)
- 1977: Fryderyk Wielki jako Minister Ewald (reż. K. Dejmek)
- 1977: Dialogus de Passione jako Caiphas, Diabolus primus (reż. K. Dejmek)
- 1978: Zwłoka jako Toto (reż. K. Dejmek)
- 1978: Zemsta jako Dyndalski (reż. K. Dejmek)
- 1979: Opowieść zimowa jako Owczarz (reż. Krystyna Skuszanka)
- 1980: Pan Jowialski jako Szambelan (reż. Jerzy Kreczmar)
- 1981: Uciechy staropolskie jako Pater; Lucyper; Nędza; Śmierć (reż. K. Dejmek)
- 1982: Wesołego powszedniego dnia jako Szczęście (reż. Tadeusz Wiśniewski)
- 1982: Damy i huzary jako Kapelan (reż. L. Benoit)
- 1983: Tango jako Eugeniusz (reż. Wojciech Pilarski)
- 1983: Rodzina jako Rosenberg (reż. Edward Dziewoński)
- 1985: Przyjaciel wesołego diabła jako kapitan (reż. Józef Zbiróg)
- 1986: Zmierzch jako Mendel Krzyk (reż. Jan Bratkowski)
- 1987: Czego nie widać jako Selsdon Mowbray (reż. Jerzy Hutek)
- 1987: Skąpiec jako Harpagon (reż. Maria Kaniewska)
- 1988: Jaja jak berety jako dziadek Władek (reż. J. Hutek)
- 1989: Dożywocie jako Twardosz (reż. L. Benoit)
- 1989: Kordian jako prezes (reż. J. Hutek)
- 1991: Wesołe kumoszki z Windsoru jako Shallow (reż. Stanisław Nosowicz)
- 1991: Mąż od biedy jako Antreprener Józef Teksel (reż. Mariusz Pilawski)
- 1991: Ułani jako Stary wiarus (reż. Andrzej Zaorski)

## Filmografia
- 1951: Warszawska premiera jako rzeźbiarz, przyjaciel Wolskiego
- 1951: Gromada jako Stangret
- 1953: Celuloza jako Perehubka
- 1953: Piątka z ulicy Barskiej jako kurator
- 1954: Pod gwiazdą frygijską jako Perehubka
- 1954: Pokolenie jako Grzesio
- 1954: Niedaleko Warszawy jako dywersant Borucki „Jarząb”
- 1955: Podhale w ogniu jako Dziedziała
- 1956: Tajemnica dzikiego szybu jako Miksa
- 1957: Ewa chce spać jako kasiarz
- 1958: Żołnierz królowej Madagaskaru jako zawiadowca stacji w Radomiu
- 1958: Pan Anatol szuka miliona jako złodziej z Grójca
- 1958: Pigułki dla Aurelii jako malarz
- 1959: Inspekcja pana Anatola jako Barnaba Starski
- 1960: Walet pikowy jako komisarz Grant
- 1960: Rzeczywistość jako Loyola
- 1960: Krzyżacy jako Mikołaj z Długolasu
- 1962: O dwóch takich, co ukradli księżyc jako Wojciech, ojciec Jacka i Placka
- 1963: Zacne grzechy jako Instygator
- 1964: Rękopis znaleziony w Saragossie jako ojciec Paszeki
- 1965: Kapitan Sowa na tropie jako Nalepa
- 1965: Sobótki jako zawiadowca stacji
- 1966: Niewiarygodne przygody Marka Piegusa jako sakso-wiolonczelista Anatol Surma, sublokator Piegusów
- 1966: Kochajmy syrenki jako dyrektor zakładu w Bolesławcu
- 1966: Piekło i niebo jako Joy, kowboj zabity przez Piotrusia
- 1966–1968: Klub profesora Tutki jako kapitan udzielający wywiadu Tutce
- 1968: Z przygodą na ty jako młynarz (odc. 6)
- 1969: Jak rozpętałem II wojnę światową jako karczmarz
- 1969: Przygody pana Michała jako Luśnia
- 1967: Stajnia na Salvatorze jako furman Daniec
- 1971: Antek (reż. Wojciech Fiwek)
- 1971: Kłopotliwy gość jako agent PZU
- 1973: Janosik jako Gąsienica, przybrany ojciec Janosika
- 1973: Sanatorium pod Klepsydrą jako Szloma
- 1975: Niespotykanie spokojny człowiek jako strażnik w fabryce
- 1977: Noce i dnie jako Jozafat
- 1979: Ojciec królowej jako Ludwik
- 1983: Fucha jako kierowca „Kalwinista” (reż. M. Dudziewicz)
- 1984: Fetysz jako ojciec Rudego
- 1985: Siekierezada jako Wasyluk
- 1986: Big Bang jako wujek Mietek Wroński, gospodarz
- 1986: Pan Samochodzik i niesamowity dwór jako Janiak, były dozorca dworu
- 1986: Pierścień i róża jako kapitan Zerwiłebski
- 1986: Pierścień i róża (serial) jako kapitan Zerwiłebski
- 1987: Koniec sezonu na lody jako Maciejewski
- 1987: Sonata marymoncka jako szatniarz w „Arkadii”
- 1988: Łabędzi śpiew jako miłośnik kaktusów
- 1989: Kanclerz jako mieszkaniec Nowogrodu (odc. 3)
- 1990: Mleczna droga jako „Stary”
- 1992: Daens

## Prace
- 1955, 1963: Maria Stuart
- 1955: Ostry dyżur
- 1956: Henryk VI na łowach
- 1956: Rozbójnik
- 1956: Przepraszam, ale żyję
- 1956: Pastorałka
- 1957: Skowronek

## reżyserskie
- 1959: Szelmostwa Skapena
- 1960: Śmierć komiwojażera
- 1961: Sprawiedliwość w Kioto
- 1962: Kocha, lubi, szanuje...
- 1970: Będę mówić szczerą prawdę
- 1982: Damy i huzary
- 1989: Dożywocie

## Dubbing
- 1953: Piotruś Pan jako kapitan Hak
- 1961: 101 dalmatyńczyków jako Koń
- 1968: Proszę słonia jako Dominik

## Ordery i odznaczenia
- Krzyż Oficerski Orderu Odrodzenia Polski (1984)
- Krzyż Kawalerski Orderu Odrodzenia Polski (19 lipca 1954)[9]
- Medal 30-lecia Polski Ludowej (1975)
- Medal 40-lecia Polski Ludowej[10]
- Medal 10-lecia Polski Ludowej (23 maja 1955)[11]
- Odznaka „Zasłużony dla Kultury Narodowej” (1988)
- Odznaka „Zasłużony Działacz Kultury”
- Honorowa Odznaka Miasta Łodzi[12][5].

## Nagrody

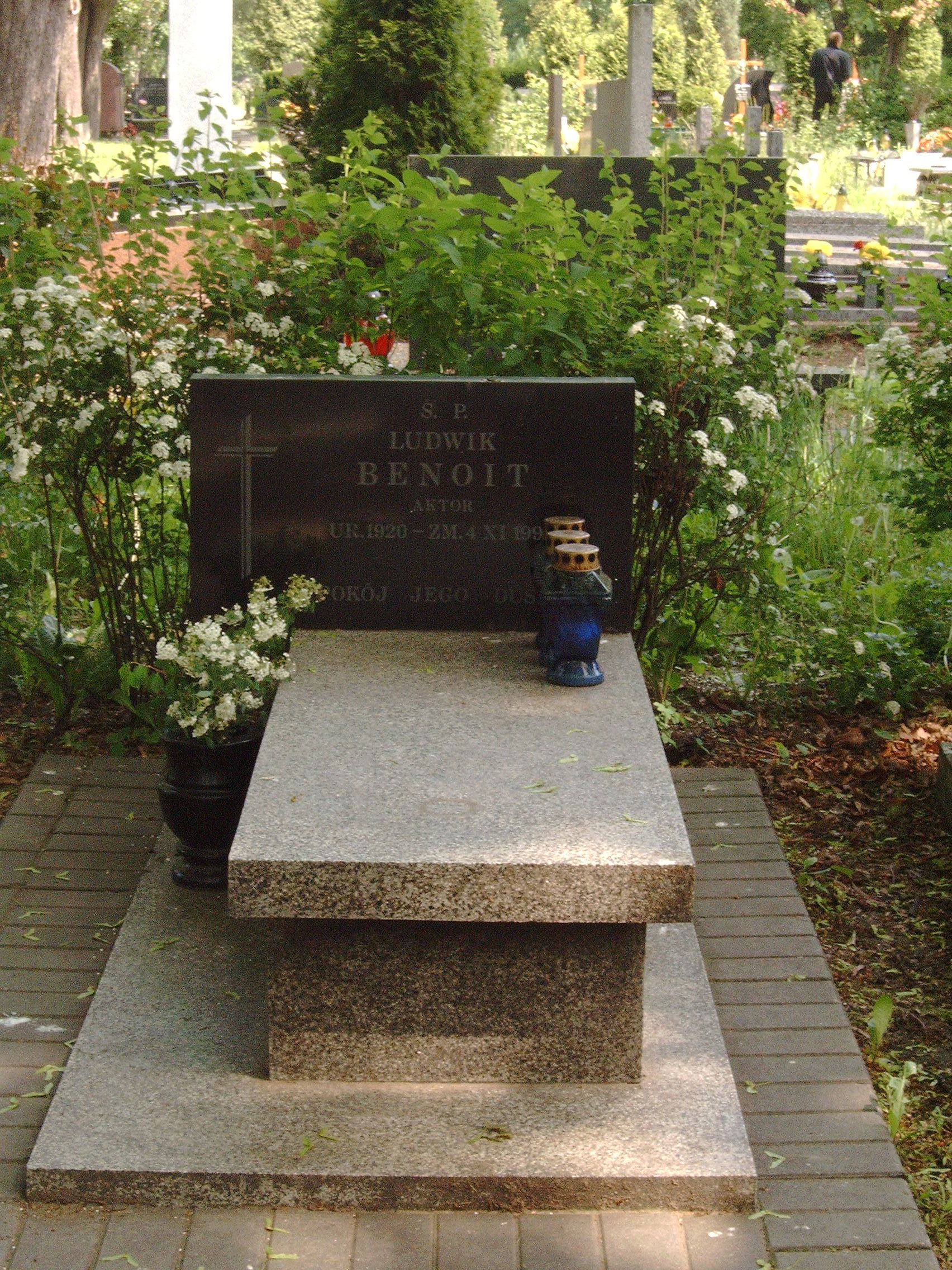
Grób Ludwika Benoit na cmentarzu komunalnym na Dołach w Łodzi

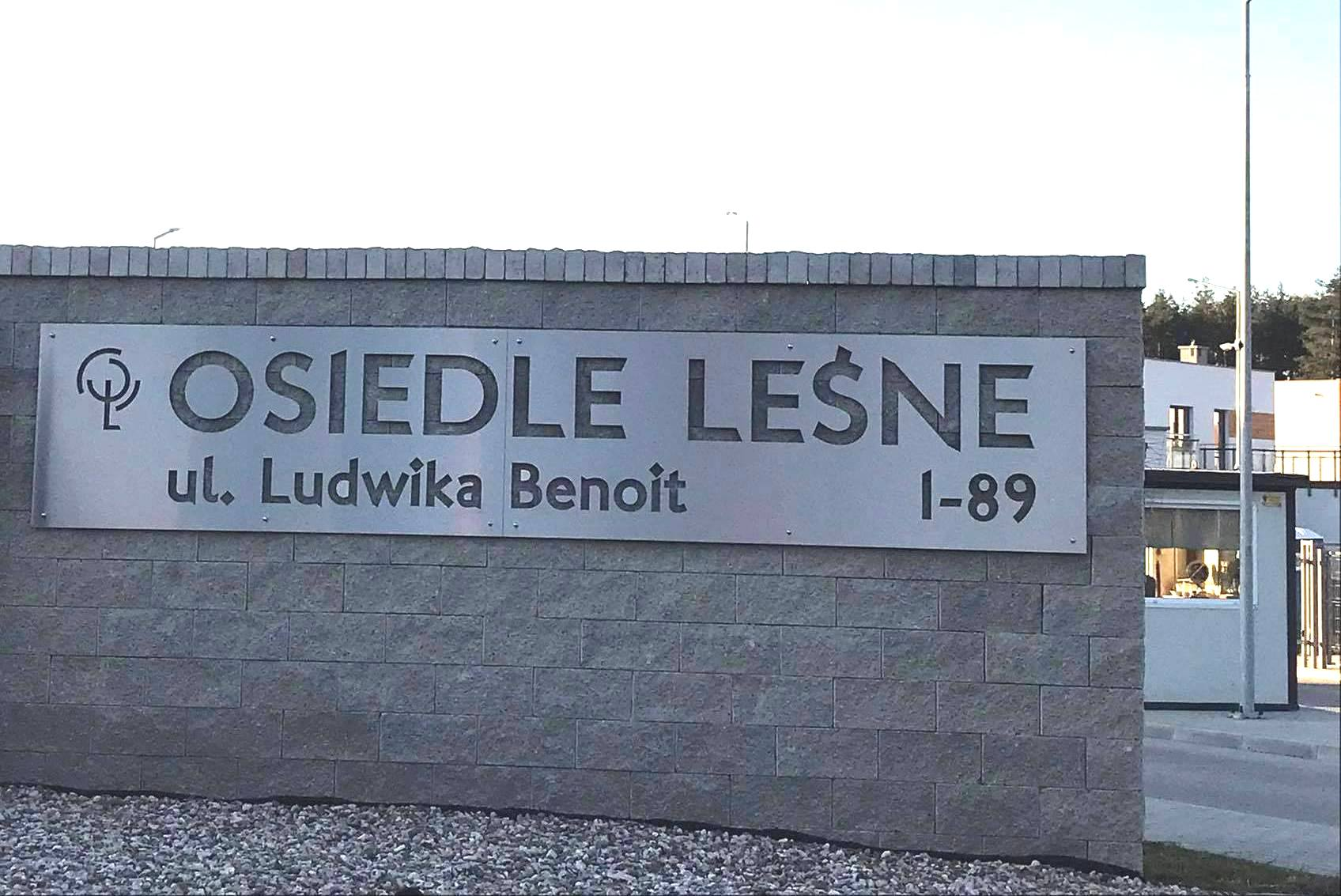
Osiedla Leśne w Łodzi ul. Ludwika Benoit

- 1952: Nagroda Państwowa II stopnia za rolę Szadrina w sztuce Pogodina pt. Człowiek z karabinem w Państwowym Teatrze Polskim we Wrocławiu[13]
- 1962: wyróżnienie na II OFSRiR w Katowicach za rolę Żywca w przedstawieniu Sprawa Aleksandra Suchowo-Kobylina w Teatrze Nowym w Łodzi
- 1963: nagroda indywidualna na III KST w Kaliszu za rolę Ze-Osiołka w sztuce Ten, który dotrzymuje słowa w Teatrze Nowym w Łodzi
- 1964: Brązowa Odznaka Teatru Nowego w Łodzi z okazji jubileuszu 15-lecia teatru
- 1979: Srebrny Pierścień za rolę Dyndalskiego w przedstawieniu Zemsta Aleksandra Fredry w Teatrze Nowym w Łodzi uznaną za najciekawsze osiągnięcie aktorskie roku na scenach łódzkich
- 1981: nagroda na VII OKT w Opolu za rolę w Uciechach staropolskich w Teatrze Nowym w Łodzi
- 1981: II nagroda na XXI KST w Kaliszu za rolę w Uciechach staropolskich w Teatrze Nowym w Łodzi
- 1982: Tytuł najlepszego aktora XXI RST
- 1987: nagroda główna XXVII KST w Kaliszu za kultywowanie tradycji teatralnej w roli Harpagona w Skąpcu Moliera
- 1987: Nagroda miasta Łodzi
- 1988: Nagroda artystyczna dyrektora Wydziału Kultury i Sztuki miasta Łodzi

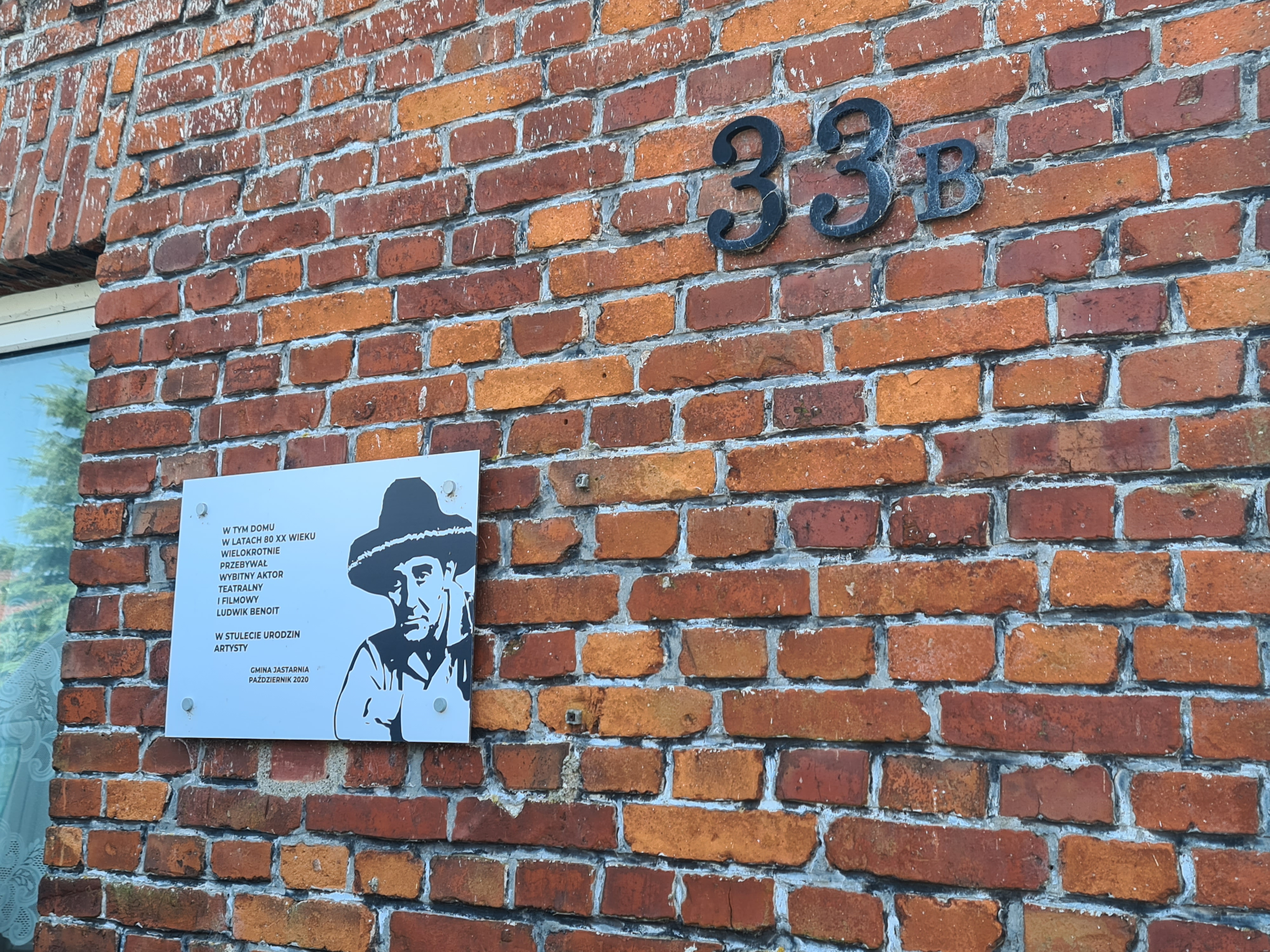
Tablica upamiętniająca pobyty Ludwika Benoit w domu przy ul. Szynalewskiego 33B w Kuźnicy na Helu

Źródło:.

## Upamiętnienie
Jest patronem łódzkiego Teatru Małego. Od 2019 roku jest także patronem nagrody „Złota Maska Ludwika”, przyznawanej dla najlepszego aktora/aktorki sezonu w Łodzi. Decyzją Rady Miejskiej w Łodzi z roku 2020 ulica na Osiedlu Leśnym w Łodzi otrzymała nazwę ul. Ludwika Benoit. W setną rocznicę urodzin aktora w miejscowości Kuźnica na Helu na domu, do którego przyjeżdżał na wakacje przy ul. Szynalewskiego, zawisła pamiątkowa tablica.